# Steve Rothery
Pour les articles homonymes, voir Rothery.
 (décembre 2022).
Si vous disposez d'ouvrages ou d'articles de référence ou si vous connaissez des sites web de qualité traitant du thème abordé ici, merci de compléter l'article en donnant les références utiles à sa vérifiabilité et en les liant à la section « Notes et références ».
Steve Rothery est un guitariste anglais né à Brampton (Angleterre) le 25 novembre 1959. Il est, depuis 1979, guitariste du groupe de rock néo-progressif Marillion.

## Biographie
Steve Rothery quitte sa localité natale, Brampton, à l'âge de 6 ans, pour Withby, où il y fera ses études. Élève moyen, il commence à apprendre la guitare à 15 ans. En 1979, une jeune formation, appelé Silmarillion, annonce dans la presse qu'elle recherche un guitariste. Steve Rothery passe l'audition devant les membres du groupe qui l'engagent immédiatement. À partir de ce moment, il se concentre davantage sur la qualité de ses compositions, de ses humeurs et de sa mélodie, ne suivant pas la majorité des guitaristes de l'époque, misant tout sur leurs techniques. À son arrivée, Silmarillion opte pour un nom plus court : Marillion. Il a, depuis 1982, participé à tous les albums, singles et live de Marillion, et reste le seul musicien du groupe à avoir fait partie du tout premier line-up.
En parallèle, il a formé son propre groupe, The Wishing Tree, avec lequel il a sorti deux albums : Carnival Of Souls en 1996 et Ostara en 2009. Il reste également un musicien très apprécié et a collaboré avec de nombreux autres artistes. Il est père de deux enfants, Jennifer et Michael, étudiant respectivement à l'Aylesbury High School et l'Aylesbury Grammar School.

## Style
Steve Rothery est surtout reconnu pour son style, d'une qualité irréprochable, très propre, rapportant une forte charge émotionnelle dans ses compositions et soli. Il reste indéniablement très influencé par David Gilmour, et cite volontiers Jeff Beck et Larry Carlton comme ses guitaristes favoris. Il préfère concentrer sa façon de jouer sur l'émotion, considérant chaque note comme un moyen de l'apporter, bien loin des guitaristes techniques rencontrés dans le heavy metal par exemple.

## Équipement
| - Laney Amplification - Laney VC50 & TT50 Heads - Laney 4x12 cabinet - Groove Tubes Dual 75 power amp - Groove Tubes Trio valve pre-amp - Roland Jazz Chorus 120 Amp - TC Electronic 2290 effects processor - Ground Control Pro MIDI foot controller - Lexicon MPX G2 effects processor - Roland GP16 effects processor | - Adrena-Linn effects processor - Analogman distortion pedal - Rockman sustainer/stereo chorus & delay - Sound Sculpture switchblade 16 controller - Alesis quadraverb effects processor - Ebtech hum eliminator - Sennheiser wireless system - Hughes and Kettner Rotosphere - Jim Dunlop Crybaby Wah - Ernie Ball volume pedal | - Ernie Ball super slinky 9-42 strings - Blade RH4 Classic Stratocaster - Blade Delta Telecaster - Blade Texas Standard Stratocaster - Steinberger Custom made double neck 12/6 - Takamine 12 string acoustic - Takamine Santa Fe 6 string acoustic - Squier Stratocaster - Khaler Pro Tremolo System - Lindy Fralin Pickups |

## Discographie

### Marillion
Steve Rothery a participé à l'ensemble de la discographie de Marillion : voir Discographie de Marillion.

### Album solo
- The Ghosts Of Pripyat (2014)

### The Wishing Tree
- Carnival Of Souls (1996)
- Ostara (2009)

### Collaborations
- Jadis - Jadis (1989)
- Arrakeen - Patchwork (1990)
- Rock Against Repatriation - Sailing (1990)
- Enchant - A Blueprint of the World (1994)
- John Wesley - Under the Red and White Sky (1994)
- Arena - Crying for Help, The Cry (1994)
- Mr. So and So - The Overlap (1998)
- John Wesley - The Emperor Falls (1999)
- Ian Mosley & Ben Castle - Postmankind (2001)
- The Reasoning - Awakening (2007)
- Gazpacho - Firebird (2005)